# Волдин, Владимир Семёнович
Владимир Семёнович Волдин  (1938—1971) — хантыйский поэт, переводчик и журналист.

## Биография
Владимир Семенович Волдин родился 25 мая 1938 г. в д. Сынг-Вар Назымского сельского Совета Ханты-Мансийского автономного округа в семье рыбака-охотника. Деревня Сынг-Вар находилась в верховьях реки Назым, недалеко от святого хантыйского места «Питы Венш». Здесь Володя Волдин с похвальным листом окончил начальную школу. Для продолжения учёбы он уехал учиться в Вершинскую семилетнюю школу. Затем учился в Ханты-Мансийской сельскохозяйственной школе на годичных курсах и стал работать заведующим животноводческой фермой в колхозе «Первое мая». Отсюда его призвали в армию, но вскоре по состоянию здоровья комиссовали. Владимир решил не возвращаться домой, а по желанию души поступил учиться в Ханты-Мансийское педагогическое училище. Здесь он начал писать стихи. Первые произведения печатались в газете «Ленин пант хуват». По окончании педагогического училища был направлен в окружной радиокомитет, где трудился до конца своей жизни. Поступил в Тобольский педагогический институт им. Д. И. Менделеева на филологический факультет и заочно закончил три курса. 

Предположительно, был убит на пассажирском судне, когда возвращался домой в Ханты-Мансийск из  п. Октябрьское. Точная дата и место смерти не установлены, дело о его гибели осталось нераскрытым. Похоронен на Завальном кладбище в г. Тобольске (могила утрачена).

## Творчество
В. С. Волдин оставил большое фольклорное наследство: тексты песен, сказок, легенд, записи на пленках, которые хранятся в фонотеке окружного радио. Занимался переводами стихов мансийского поэта Ювана Шесталова, ненецкого поэта Леонида Лапцуя и других поэтов. В 1968 году вышел первый сборник стихов В. Волдина на родном языке «Ханты». В 1998 г. вышла в свет книга «Так Молупси» ("Крепкая малица"), где представлены стихи и поэмы Владимира Волдина на русском и хантыйском языках. В 2009 г. вышел сборник романсов на слова хантыйских поэтов В. Волдина и М. Вагатовой композитора Е. Кожуховской (М.: «Мелограф», 2009) с одноимённым диском в исполнении А. Тимохиной и А. Абдрашитовой. 

Стихи Владимира Волдина переведены на белорусский, испанский и украинский языки. Переводы его стихов на русский язык осуществили Леонид Решетников, Николай Касьянов, Вячеслав Попов, Эрлен Киян, Геннадий Киселёв и друг поэта – Владимир Нечволода.  Поэтесса Анна Беде переводила стихи Владимира Волдина на венгерский язык.  

Особая судьба у стихотворения «Ханты», которое было переложено на музыку. Авторами мелодий песни «Ханты» являются: на хантыйском языке —  Мария Вагатова, на русском языке — Людмила Лядова, в другом варианте —  Валерий Ледков.

## Семья
- Жена — Мария Кузьминична Волдина (род. 1936), первая хантыйская поэтесса и сказительница.
  - Дочь — Татьяна Владимировна Волдина (род. 1970), этнограф, кандидат исторических наук, заслуженный деятель науки ХМАО-Югры.

## Награды
Лауреат премии губернатора Ханты-Мансийского округа — Югры (посмертно). За книгу «Так Молупси» (1998).

## Память
В 2018 году состоялась Первая Региональная конференция «Волдинские чтения», где было принято решение о проведении этой конференции один раз в пять лет, к юбилеям поэта. Материалы Волдинских чтений изданы в электронном варианте на CD-диске, а также размещены на сайте Центра культурного наследия ханты им. В. Волдина. В следующем 2023 году готовятся к проведению Вторые Волдинские чтения.